# 下西本布伦
下西本布伦是奥地利下奥地利州根瑟恩多夫县的一个市镇。总面积30.49平方公里，总人口1450人，人口密度47.6人/平方公里（2005年）。